# L'Amour fou (Breton)
L'Amour fou è un racconto autobiografico dello scrittore e teorico del movimento surrealista André Breton, scritto tra il 1934 e il 1936 uscito presso Gallimard nel 1937.
In qualche modo si può considerare il seguito del libro Nadja, scritto nel 1928, che ne riprende la formula con presenza di fotografie e disegni. In italiano è uscito con traduzione e nota di Ferdinando Albertazzi nelle collane Einaudi Letteratura nel 1974 e "Nuovi coralli" nel 1980 di Einaudi. La quarta di copertina è firmata da Guido Neri.
L'idea tipica del surrealismo e di Breton che le coincidenze siano importanti e magiche, anche laddove apparse in sogno o nell'arte, nella premonizione o nel delirio dei folli, trova nel racconto una delle massime manifestazioni, quando l'autore si imbatte in Jacqueline Lamba, poi sua terza moglie. Se Nadja s'era chiuso appellandosi alla bellezza convulsiva, qui Breton scrive che "la bellezza convulsiva sarà erotico-velata, esplosivo-fissa, magico-circostanziale o non sarà".
Discussioni sull'incontro capitale della vita, aperte sulle pagine della rivista "Mercure" e qui riassunte, conversazioni con Alberto Giacometti sul desiderio di amare e di essere amati, come pure il valore di indizi e reperti rispetto al desiderio, fanno scrivere all'autore che "due individui che procedono fianco a fianco costituiscono un'unica macchina a influenza innescata".
L'incanto dell'incontro e del trasporto amoroso ha a che fare con l'ignoto (più in generale, scrive che "la più grande debolezza del pensiero contemporaneo risiede nella stravagante sopravvalutazione di ciò che è noto rispetto a ciò che ancora rimane da conoscere"), l'attesa, la rivelazione e con il desiderio ("sola molla del mondo, il desiderio, solo rigore che l'uomo debba conoscere") che mette due esseri nello stesso divenire, realizzando nell'amore "totale" la "cifra più compiuta della vita".
Il libro si conclude con la frase "Je vous souhaite d'être follement aimée".

## Edizioni
- André Breton, L'amour fou, traduzione e nota di Ferdinando Albertazzi, Einaudi, Torino 1974 ISBN 88-06-21790-9
- André Breton, L'amour fou, traduzione e nota di Ferdinando Albertazzi, Einaudi, Torino 1980 ISBN 88-06-02179-6 ISBN 88-06-21790-9
- (FR)  André Breton, L'amour fou Gallimard, Parigi 1937
- (DE)  André Breton, L'amour fou, Kosel-Verlag, Munchen 1970